# Alberto Cáceres
Alberto S. Cáceres (Córdoba, 1926 - Buenos Aires, 2018) fue un militar argentino de alto grado.

## Biografía
Era graduado del Colegio Militar como subteniente de artillería con la promoción 73 en 1944. Sus compañeros de promoción fueron Alberto Numa Laplane, Jorge Rafael Videla, Roberto Eduardo Viola y Carlos Guillermo Suárez Mason. Todos llegaron al generalato.
Ocupó el cargo de director de Relaciones Institucionales en Ferrocarriles Argentinos bajo la gestión del general de división Juan Carlos De Marchi, presidente de la empresa durante la Revolución Argentina.
Cumplió destinos en la Policía Federal. Fue superintendente de Seguridad Federal bajo la gestión del general de división Jorge Esteban Cáceres Monié en 1972. Con el cambio de jefatura, asumió la titularidad de la Policía Federal entre 1972 y 1973, bajo la dictadura de Alejandro Agustín Lanusse.
Con el ascenso del teniente general Jorge Carcagno al comando en jefe, quedó en disponibilidad en mayo de 1973. En diciembre de 1974 el comandante en jefe Leandro Anaya lo designó director de la Gendarmería Nacional. Con el cambio de mandos operado por Alberto Numa Laplane, en mayo de 1975 asumió la comandancia del I Cuerpo de Ejército con asiento en Palermo, Capital Federal. El I Cuerpo era el más importante en la fuerza.
Estallada la crisis de agosto de 1975 y el alejamiento de Laplane, fue considerado para asumir el comando en jefe sin embargo rechazó la idea. Carecía de apoyo alguno en el generalato. Sugirió como candidato al general de brigada José Miró quien estaba en la Junta Interamericana de Defensa. Finalmente asumió la conducción el por entonces general de división Jorge Rafael Videla, quien ascendió a teniente general. Así, Cáceres, quien había apoyado a Laplane, pasó a retiro.